# Бережне (Пологівський район)
Бережне (до 2016 — Десятиріччя Жовтня) — село в Україні, у Кам'янській селищній громаді Пологівського району Запорізької області. Населення становить 51 осіб. До 2018 орган місцевого самоврядування - Більманська сільська рада.

## Географія
Село Бережне знаходиться на лівому березі річки Берда, вище за течією примикає село Олексіївка, нижче за течією на відстані 2,5 км розташоване село Більманка, на протилежному березі — село Титове.

## Історія
12 червня 2020 року, відповідно до розпорядження Кабінету Міністрів України № 713-р «Про визначення адміністративних центрів та затвердження територій територіальних громад Запорізької області», увійшло до складу Більмацької селищної громади.
19 липня 2020 року, в результаті адміністративно-територіальної реформи та ліквідації  Більмацького району увійшло до складу Пологівського району.